# Шола Амеобі
Шола Амеобі (англ. Shola Ameobi; нар. 12 жовтня 1981, Заріа, Нігерія) — англійський та нігерійський футболіст, нападник клубу «Ноттс Каунті».
Грав за молодіжну збірну Англії.

## Клубна кар'єра
Народився 18 жовтня 1981 року в нігерійському місті Заріа, у п'ятирічному віці разом з батьками перебрався до Великої Британії, оселився у місті Ньюкасл-апон-Тайн. Вихованець футбольної школи місцевого клубу «Ньюкасл Юнайтед». Дорослу футбольну кар'єру розпочав 2000 року в основній команді того ж клубу, в якій провів вісім сезонів, взявши участь у 168 матчах чемпіонату. Більшість часу, проведеного у складі «Ньюкасл Юнайтед», був основним гравцем атакувальної ланки команди.
Навесні 2008 року захищав на умовах оренди кольори «Сток Сіті».
До складу клубу «Ньюкасл Юнайтед» повернувся у травні 2008 року. Після повернення з оренди встиг відіграти за команду з Ньюкасла більше 100 матчів в національному чемпіонаті.

## Виступи за збірну
Протягом 2000—2003 років залучався до складу молодіжної збірної Англії. На молодіжному рівні зіграв у 20 офіційних матчах, забив 7 голів.
Наприкінці 2009 року Амеобі уперше оголосив про зацікавленість захищати кольори національної збірної своєї історичної батьківщини, Нігерії. Проте дебют гравця у складі збірної Нігерії відбувся лише трьома роками пізніше, 14 листопада 2012, коли Амеобі вийшов на заміну у грі проти збірної Венесуели.

## Статистика виступів

### Статистика клубних виступів
Станом на 14 травня 2012 року
| Сезон           | Команда           | Ігор | Голи |
| --------------- | ----------------- | ---- | ---- |
| 2000–01         | «Ньюкасл Юнайтед» | 20   | 2    |
| 2001–02         | «Ньюкасл Юнайтед» | 15   | 0    |
| 2002–03         | «Ньюкасл Юнайтед» | 28   | 5    |
| 2003–04         | «Ньюкасл Юнайтед» | 26   | 7    |
| 2004–05         | «Ньюкасл Юнайтед» | 31   | 2    |
| 2005–06         | «Ньюкасл Юнайтед» | 30   | 9    |
| 2006–07         | «Ньюкасл Юнайтед» | 12   | 3    |
| 2007-бер. 2008  | «Ньюкасл Юнайтед» | 6    | 0    |
| бер.-трав. 2008 | «Сток Сіті»       | 6    | 0    |
| 2008–09         | «Ньюкасл Юнайтед» | 22   | 4    |
| 2009–10         | «Ньюкасл Юнайтед» | 18   | 10   |
| 2010–11         | «Ньюкасл Юнайтед» | 28   | 6    |
| 2011–12         | «Ньюкасл Юнайтед» | 27   | 2    |